# 원더풀 코리아
《원더풀 코리아》는 대한민국의 JTBC의 프로그램이다. 외국인들과 함께 출연해 퀴즈를 풀며 한국의 문화에 대해 알아보는 형식을 가진 프로그램이다.

## 방송 시간
- 2011년 12월 9일 ~ 2011년 12월 24일 : 매주 토,일요일 오후 11시 00분